# Udo Ropohl
Udo Ropohl (* 1948) ist ein deutscher Kurator, Autor, Fotograf und Sammler.

## Leben und Wirken
Udo Ropohl promovierte 1986 an der Universität Oldenburg in Kunstpädagogik. Er war seitdem in künstlerischen und kulturwissenschaftlichen Kontexten aktiv, etwa im Realismusstudio der neuen Gesellschaft für bildende Kunst (nGbK), wo er gemeinsam mit Barbara Straka Ausstellungen und theoretische Beiträge entwickelte. Er baute im Laufe seines Lebens eine  umfangreiche Sammlung traditioneller afrikanischer Kunst auf.
Ropohl lebt und arbeitet als Fotograf in Berlin.

## Werke (Auswahl)
- Ästhetische Erziehung in der Jugendarbeit. Zur Theorie und Praxis der politischen Jugendkulturarbeit (= Beltz-Monographien. Sozialpädagogik). Beltz, Weinheim/Basel 1979, ISBN 3-407-55519-9.
- Serialize: Family Faces and Variety in Graphic Design. 2006.
- mit Krista Tebbe: Theodor Fontane. Dichtung und Wirklichkeit. Ausstellung vom 5. September bis 8. November 1981.
- mit Michael Nungessser: Peter Klemke: Zeichnung : Malerei. 1. Juli 2018.
- Kultur der Normalität – ästhetisch-kulturelle Praxis in Alltag und Lebensgeschichte eines Arbeiters, einer Sekretärin und einer Kunstamtsleiterin: vgl. Fallanalysen als Beitr. zur Grundlagenforschung für d. Kultur- u. Kunstpädagogik. Oldenburg, Univ., Diss., 1986.
- mit Barbara Straka: Kleine Phänographie subversiver Ausstellungspraxis. 1992.
- mit Manfred Fischer: Keine Kindermärchen Acht Radierungen von Manfred Fischer. 1979.
- Polizei zerstört Kunst. Der Fall Volland/NGBK. Ein soziologisches Experiment. 1981.